# Mioño
Mioño es una localidad española del municipio de Castro-Urdiales, en la comunidad autónoma de Cantabria. En el año 2023 contaba con una población censada de 737 habitantes (INE). La cifra por consumo de agua y basuras hace que la estimación de población habitual de la pedanía supere los 1.000 habitantes. Consta de órgano de gobierno propio consolidado como Junta Vecinal parte de Castro-Urdiales. 

## Geografía
La localidad se encuentra a 40 m de altitud sobre el nivel del mar, y a 5 km de la capital municipal, Castro-Urdiales.Por la pedanía fluye y desemboca el río Cabrera, que nace en Otañes. Este pueblo tiene una playa, la de Dícido.
Cuenta con los núcleos habitados de Saltacaballo, Mioño (Campo, Tresvilla, Cámpara, Estación), Barrio de San Román y Dícido (playa).

## Historia
Hacia mediados del siglo XIX el lugar tenía contabilizada una población de 128 habitantes. Aparece descrito en el undécimo volumen del Diccionario geográfico-estadístico-histórico de España y sus posesiones de Ultramar de Pascual Madoz de la siguiente manera:

MIOÑO: l. en la prov. y dióc. de Santander, part. jud. de Castro-Urdiales, aud. terr. y c. g. de Burgos , ayunt. de la Junta de Samano. sit. cerca de la costa donde se encuentra el pequeño puerto de Dicido; su clima es bastante sano. Cuenta las aldeas de Campo, Camara (la), y Trasvilla. Tiene unas 34 casas; escuela de primeras letras, igl. parr. (San Roman), servida por un cura de ingreso y provision del diocesano en patrimoniales; y buenas aguas potables. El terreno es de mediana calidad y le fertilizan las aguas de los arroyos Callejamala y Vados ó Retornos, que tambien impulsan las ruedas de 3 molinos harineros. prod.: maiz, trigo, chacolí, patatas, legumbres, castañas y nueces. Sus moradores se dedican ademas de la agricultura, y cria de ganado vacuno, á la esplotacion de las minas de hierro que existen en su territorio. pobl.: 34 vec., 128 alm. contr.: con el ayunt.
(Madoz, 1848, p. 426)

## Patrimonio

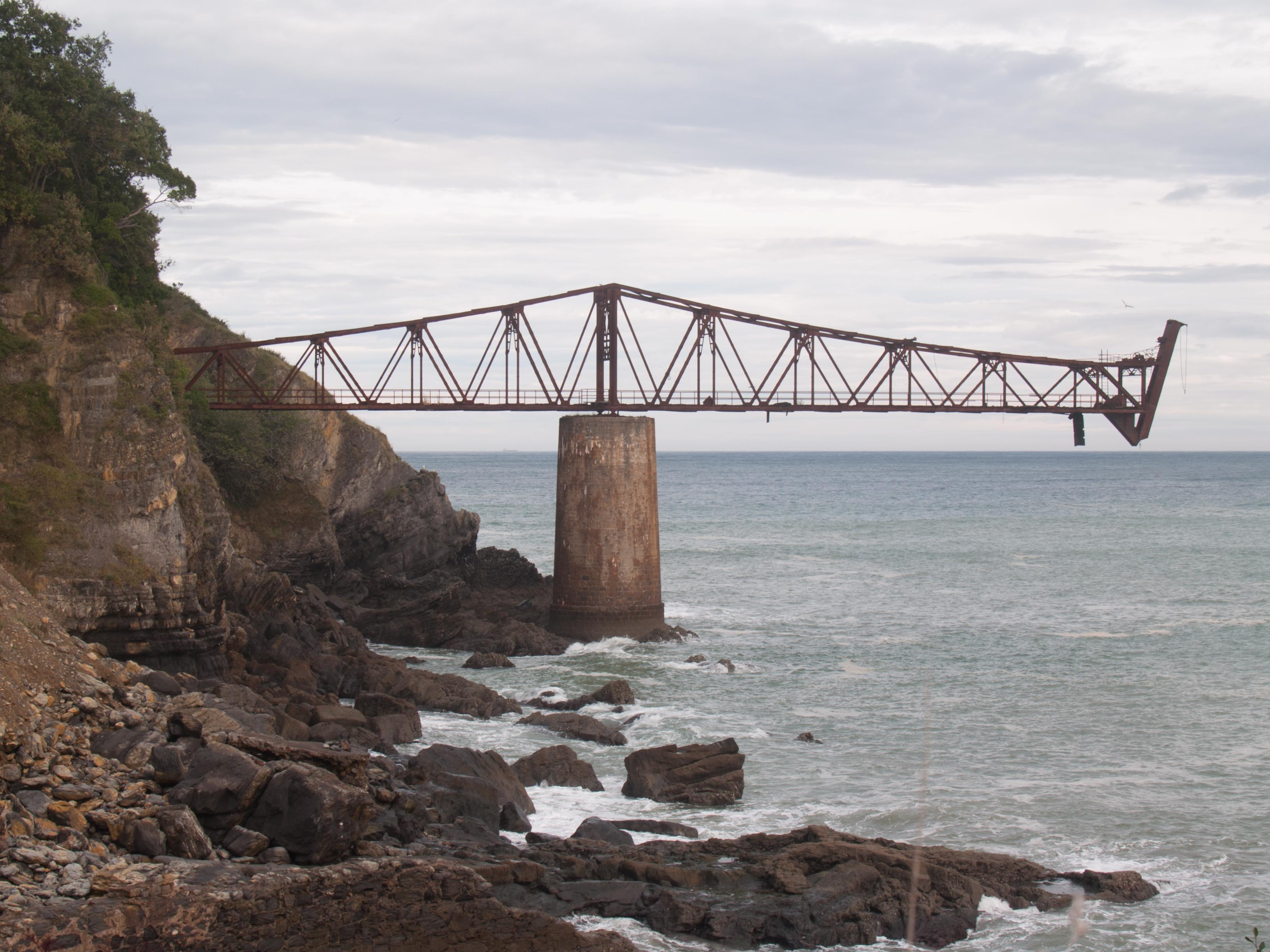
Cargadero de mineral de Mioño o de Dícido.

Destaca del lugar el cаrgadero de Mioño, declarado Bien de Interés Cultural. 

## Comunicaciones
Por el este de la localidad, desde Saltacaballo y rodeando el Pico de Aro hacia el sur, transcurre la  A-8 . Mioño cuenta con la salida nº143 (Saltacaballo) y la localidad aparece en la señalética de la salida nº 145 (Mioño-Santullán-El Vallegón). La vía es de doble carril y doble sentido.
Por el centro de la localidad pasa la carretera nacional  N-634 . El itinerario de esta carretera por la localidad hace que cruce en sentido creciente de kilometraje de la carretera Saltacaballo-Mioño-Alto de La Cruz. En la plaza de Mioño se encuentra el cruce de carreteras hacia la playa de Dícido y hacia Lusa-Autovía-Santullán, de propiedad local. 

## Festejos
- Fiestas de San Román (9 de agosto)
- Los Santos Mártires (27 de septiembre)
- Santa Bárbara (4 de diciembre)